# Inopsis metella
Inopsis metella är en fjärilsart som beskrevs av Druce 1885. Inopsis metella ingår i släktet Inopsis och familjen björnspinnare. Inga underarter finns listade i Catalogue of Life.